# Juan Jesús Bernabé
Juan Jesús Bernabé (Asunción, 13 de abril de 1952), más conocido como Jota Jota Bernabé o JJ, es un periodista deportivo paraguayo de radio y televisión, especializado en fútbol, considerado uno de los más importantes de su país.

## Trayectoria
Jota Jota Bernabé es hijo de Juan Bernabé Apodaca, un destacado periodista en la mitad del siglo XX, expropietario y director de Radio Comuneros, una de las más importantes del Paraguay en aquella época, por quien, según el propio Juan Jesús, se siente influenciado de manera determinante por su intachable conducta y sentido del profesionalismo. Es padre del también comunicador Juan Eduardo Bernabé Urquhart, conocido como Jotita.
Dio sus primeros pasos en el periodismo promediando la década de los 80, al principio llevando a cabo programas con temática general, hasta que en 1984 se sumaron a la mencionada emisora reconocidos comunicadores tales como Flaviano Díaz, Edgardo Villalba Viccini, Carlos María Franco, entre otros, quienes le propusieron hacer de comentarista de partidos de fútbol, rol que aceptó y del cual nunca más se apartaría.
Su debut como tal se produjo ese mismo año nada menos que en un clásico del fútbol paraguayo protagonizado por los más tradicionales conjuntos del país, Olimpia y Cerro Porteño, cuyo ocasional vencedor fue el primero.
Cinco años después en 1989 le llegó la oportunidad de pasar a la televisión, más precisamente al Canal 9 del Sistema Nacional de Televisión, en donde compartió al lado de Tito González un programa nocturno de emisión semanal dedicado a lo último del torneo de fútbol local. Fue en ese momento en que las autoridades de dicho medio le ofrecieron integrar el staff deportivo junto a Arturo Rubin, Edgardo Villalba Viccini, Carlos Kiese y Beto Rodríguez, espacio que ocupó por más de dos décadas, principalmente en el longevo programa Platea Deportiva.
A lo largo de su extensa carrera formó dupla con distintos relatores para transmitir los numerosos encuentros futbolísticos, entre los que resaltan dos de los más importantes del país, Arturo Máximo Rubin y Julio González Cabello, pertenecientes a las radios Monumental y Universo 970 AM, respectivamente. En televisión le ha tocado realizar la misma tarea con Rubén Darío Da Rosa y Salvador César Hicar, ambos en TV Cerro Corá.
En junio de 2011, Bernabé recibió el premio Don Pedro García de parte de la APF en reconocimiento a su trayectoria, en el marco del festejo por el 105.º aniversario de la institución matriz del fútbol local.
Durante 2012, "Jota" formó parte del Cardinal Deportivo, programa emitido por radio Cardinal 730 AM. En 2013, el comunicador retornó a radio 1.º de Marzo después de poco más de diez años. El 14 de febrero de 2013, "JJ" se desvinculó del SNT, tras 24 años de labor ininterrumpida.
En enero de 2016, el periodista retornó a la televisión para incorporarse al Canal 13 de la Red Paraguaya de Comunicación (RPC), en donde presenta el bloque de Deportes en "El Noticiero" informativo central de la estación televisiva, conducido por Guillermo Domaniczky.